# Bataille du Métaure
Pour les articles homonymes, voir Métaure.
Deuxième guerre punique
Batailles
219 av. J.-C. : Sagonte
218 av. J.-C. : Rhône, Cissa, Tessin, La Trébie
217 av. J.-C. : Victumulae, Plaisance, Èbre, Lac Trasimène, Geronium
216 av. J.-C. : Cannes, Selva Litana, Nola (1re)
215 av. J.-C. : Cornus, Dertosa, Nola (2e)
214 av. J.-C. : Nola (3e) 
 213 av. J.-C. : Syracuse
212 av. J.-C. : Capoue (1re), Silarus, Herdonia(1re)
 211 av. J.-C. : Bétis, Capoue (2e)
210 av. J.-C. : Herdonia (2e), Numistro
209 av. J.-C. : Asculum, Carthagène
208 av. J.-C. : Baecula
207 av. J.-C. : Grumentum, Métaure
206 av. J.-C. : Ilipa, Carthagène (2e) (ca)
204 av. J.-C. : Crotone
203 av. J.-C. : Utique, Grandes Plaines
202 av. J.-C. : Zama
La bataille du Métaure est une bataille de la deuxième guerre punique qui se déroule en 207 av. J.-C. Elle oppose l'armée du général carthaginois Hasdrubal à celle des consuls romains Caius Claudius Nero et Marcus Livius Salinator. Les Romains remportent une victoire décisive.
Considérée comme l'une des grandes batailles de l'Antiquité, elle doit son nom au fleuve Métaure, qui se jette dans la mer Adriatique, au nord de l'Italie (latin : Metaurus, italien : Metauro).
Le texte de référence qui la rapporte est celui de Tite-Live. 

## Contexte

### Conflit en Espagne
Après la première guerre punique, où les Carthaginois ont dû laisser aux Romains la maîtrise de la Sicile, et finalement la Sardaigne et la Corse, Carthage essaie de compenser ses pertes en se créant un domaine en Espagne, tandis que les Romains mettent la main sur la Gaule Cisalpine (essentiellement le bassin du Pô).
C'est en Espagne qu'éclate la guerre, Hannibal s'emparant de Sagonte, ville alliée de Rome, après un siège de huit mois pendant lequel les Romains ne fournissent guère à son alliée qu'un soutien diplomatique. Néanmoins, alors qu'Hannibal passe en Gaule avec l'intention de franchir les Alpes, les Romains envoient une armée en Espagne, où ils finissent par avoir le dessus après une série de revers et de succès. Lorsqu'Hasdrubal suit le chemin de son frère Hannibal, à travers la Gaule et les Alpes, il s'agit en fait d'une fuite en avant. Les Romains sont néanmoins inquiets, car en Italie les légions romaines sont allées de défaite en défaite contre Hannibal, au point que les généraux romains ont fini par se résigner à ne plus livrer bataille, se contentant de gêner les mouvements d'Hannibal afin de l'user tout en reprenant les villes qui s'étaient rangées de son côté ou qu'il avait prises. La menace d'un « second Hannibal » en Italie est donc prise très au sérieux par le Sénat qui adopte les dispositions suivantes :
- un préteur est envoyé en Gaule Cisalpine, chargé non de livrer bataille, mais plutôt de jalonner la progression d'Hasdrubal et de manifester aux tribus gauloises que Rome ne cède pas ;
- un consul, Marcus Livius Salinator, est envoyé avec mission de protéger le territoire proprement romain, dont la frontière est précisément le fleuve Métaure (plus tard cette limite sera reportée plus au Nord, sur le fleuve Rubicon). Dans la mentalité de l'époque, cette limite avait une sorte de caractère sacré ;
- l'autre consul, Caius Claudius Nero (Néro ou Néron l'ancien), est envoyé dans le Sud de l'Italie, pour continuer à contenir Hannibal.

Le Carthaginois Hasdrubal, qui a quitté l'Espagne l'année précédente et hiverné en Gaule, cherche à rejoindre l'armée de son frère Hannibal, qui était stationné dans le Sud de l'Italie. Il complète ses effectifs par le recrutement de Gaulois et dispose d'environ 60 000 à 80 000 hommes. Son armée est donc beaucoup plus puissante que celle d'Hannibal lorsqu'il était entré en Italie en 218, car la traversée des Alpes qu'il a, lui, réalisée au printemps ne lui a évidemment pas occasionné de lourdes pertes, comme ce fut le cas pour Hannibal.

### Une aubaine pour les Romains
Dès qu'il a passé les Alpes, Hasdrubal envoie des cavaliers vers Hannibal pour lui annoncer son arrivée en Italie. Mais ces envoyés, après avoir fait une course de plusieurs centaines de kilomètres, sont finalement repérés et capturés par des fourrageurs de l'armée de Claudius Néro. Interrogés, ils livrent leurs informations. Claudius Néro saisit aussitôt la situation : il sait où en est Hasdrubal, tandis qu'Hannibal l'ignore. Dans son esprit germe un plan risqué : il va rejoindre avec ses meilleures troupes l'armée de Salinator afin de vaincre Hasdrubal. Le risque est énorme, car si Hannibal s'aperçoit de la manœuvre, il en profitera pour prendre le camp de Claudius Néro (ce qui est impardonnable pour un général romain) et il aura le champ libre pour attaquer les villes qu'il voudra. De plus cette action dans laquelle Claudius Néro se lance ne correspond pas à la mission qu'il a reçue du Sénat : on ne lui pardonnerait pas un échec.
Claudius Néro, ne laissant que quelques troupes face à Hannibal, se met donc en marche de nuit et envoie des émissaires à Salinator d'une part pour lui indiquer ses intentions, et d'autre part aux cités alliées dont il doit traverser le territoire afin qu'elles lui livrent du blé et du fourrage. L'enthousiasme est tel dans ces cités que des jeunes gens s'engagent au passage dans l'armée de Néro. On voit à ce détail que la politique romaine vis-à-vis des peuples italiques est payante : le principe est que Rome doit commander, mais des vaincus on se fait des amis et des alliés.
Cette manœuvre de Néro rétablit l'équilibre des forces sur le Métaure. Mais pour qu'elle ait quelque chance de réussite, il faut qu'Hasdrubal, qui entre-temps est arrivé au Métaure et l'a franchi, ignore l'augmentation des forces qui lui font face. Tout repose sur la rapidité et la discrétion : Néro quitte son camp et entre dans le camp de Salinator de nuit. Les soldats de Néro se serrent dans les tentes avec leurs camarades des légions de Salinator. Il faut savoir qu'un camp de l'armée romaine a toujours le même plan, et si un soldat est à une place un soir dans un camp, il est exactement à la même place le lendemain soir même si le camp s'est déplacé de quarante kilomètres. Ainsi est facilement réglée la question de l'hébergement en bon ordre de la troupe nouvellement arrivée. On peut bien imaginer que le moral de la troupe est en hausse : leurs forces réunies, la bataille est imminente.

### La bataille manquée
Pendant que la troupe prend un repos bien mérité après plusieurs jours de marche forcée, les états-majors se réunissent pour délibérer : faut-il livrer bataille dès le lendemain ou bien laisser aux nouveaux venus du temps pour se reposer ? Néro emporte la décision : il a laissé son camp à peu près sans défense, il faut livrer bataille dès le lendemain. On va ruser pour qu'Hasdrubal ne se rende compte de rien : les soldats seront en rangs plus serrés qu'à l'ordinaire, en sorte que la ligne de bataille ne soit pas plus étirée que si Salinator était seul.
Si Hasdrubal a dû se réjouir qu'on lui propose la bataille, il a dû aussi se demander pourquoi on la lui proposait justement ce jour-là, alors qu'on la lui avait refusée auparavant, et penser que cela pouvait être attribué à des auspices devenus favorables. Quoi qu'il en soit, il fait sortir ses troupes de son camp et les range face aux Romains, mais il examine ceux-ci attentivement et ne tarde pas à voir que certains boucliers ne sont pas astiqués comme ils devraient l'être, et que certains chevaux n'ont pas l'air en excellente forme. Se doutant d'une ruse, il fait rentrer ses troupes dans son camp et envoie des éclaireurs autour du camp romain pour observer les troupes qui s'y sont retirées elles aussi. Les éclaireurs découvrent deux camps romains accolés : le préteur qui s'était replié en bon ordre de la Gaule Cisalpine avait établi son camp contre un côté de celui du consul Salinator. Les éclaireurs carthaginois rendent compte à Hasdrubal d'un fait bizarre : à l'heure du repas, la sonnerie réglementaire a retenti une fois dans le camp du préteur, mais deux fois dans le camp du consul. Pour Hasdrubal, qui avait de bonnes raisons de bien connaître les habitudes d'un ennemi qu'il combattait depuis des années, cela ne pouvait avoir qu'une seule signification : il avait en face de lui trois généraux, et le troisième ne pouvait être que le consul Néro.
Il restait à interpréter l'information. Le risque pris par Néro était tel que l'hypothèse la plus probable pour expliquer sa présence au Métaure était qu'Hannibal avait été mis hors d'état de manœuvrer, et sans doute avait-il été vaincu. La prudence commandait de se replier au Nord du Métaure et d'y attendre des nouvelles. C'est au tour des Carthaginois de quitter leur camp de nuit, mais là il s'agit d'une fuite. Et ce n'est pas simple : il faut repasser le fleuve, et pour cela trouver un gué pour les chariots. Une armée sans ses véhicules est perdue : elle n'a plus ni tentes ni provisions. Les guides gaulois font défection : ils ont senti le vent tourner. On imagine la troupe piétinant sur la voie carrossable tandis que les éclaireurs sondent le fleuve tout au long des méandres. On va vers l'amont : Tite-Live note que plus on s'éloigne de la mer, plus les rives sont escarpées et moins on a de chance de trouver le gué.

## Déroulement

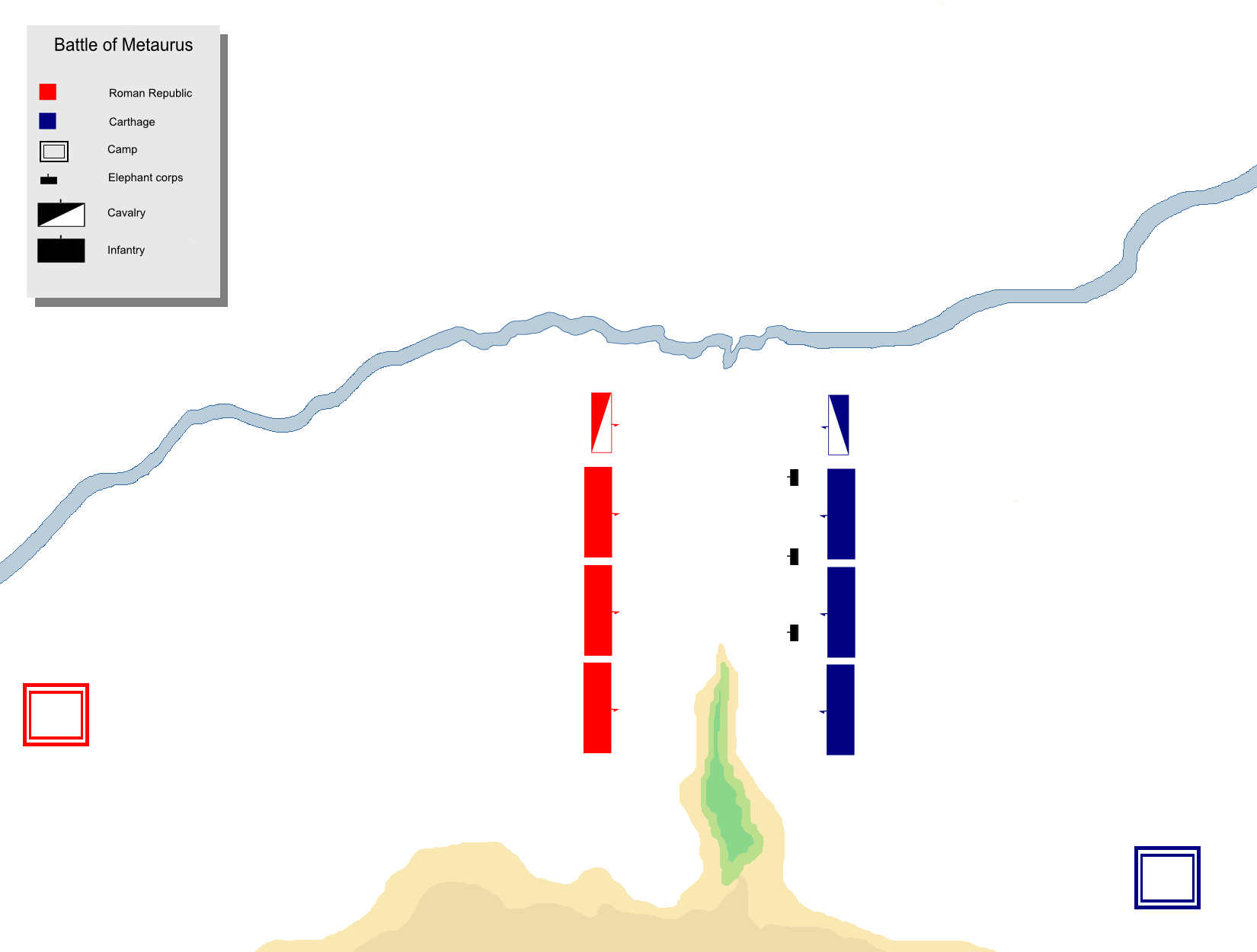
Bataille du Métaure : situation de départ

Au matin, les Romains ne tardent pas à voir que le camp carthaginois est vide. Sans doute les traces de la colonne, avec ses soldats, ses chevaux, ses chariots et ses éléphants sont-elles bien visibles. La cavalerie se lance à la poursuite des fuyards, suivie de l'infanterie. Hasdrubal, averti par son arrière-garde, n'a pas le choix : il organise sa ligne de défense. Hasdrubal, d'après Tite-Live, place ses troupes les moins sûres, à savoir les Gaulois, sur une hauteur au bord du fleuve, donc à son aile gauche. Ainsi la pente compensera leur manque d'ardeur, le fleuve empêchera qu'ils soient tournés. Au centre, il place ses meilleures troupes, Hispaniques et Numides avec les éléphants, et Ligures sur l'aile droite. En face, Salinator, qui est le commandant en chef sur le front Nord des Romains, se place au centre avec ses légions ; sur son aile gauche il range le préteur avec sa troupe ; enfin, il dispose Néro et ses hommes sur sa droite, donc face aux Gaulois.
La bataille s'engage. La présence d'éléphants n'est plus un avantage décisif : les Romains se sont habitués à les combattre. Les archers romains criblent de flèches leur face, en visant leurs yeux : affolées, les bêtes se retournent et piétinent leurs propres troupes. Le danger est pris au sérieux : les cornacs ont à portée de leur main un maillet et un long clou qu'ils enfoncent à la jonction de la boîte crânienne et des vertèbres dès que la bête devient dangereuse pour son propre camp. Un autre moyen de tuer l'animal consistait à se glisser entre les pattes de l'animal et à planter un épieu dans son ventre : Tite-Live précise : « à l'endroit où la peau est la plus mince ». Évidemment, il faut fuir avant que le pachyderme ne s'effondre.
Néro, à l'aile droite de la ligne romaine, voit que la pente le désavantage face aux Gaulois, mais que ceux-ci ne sont guère combatifs. Il renouvelle alors au niveau tactique ce qu'il a entrepris au niveau stratégique : laissant un rideau de troupes devant les Gaulois, il passe derrière Salinator, puis derrière la troupe du préteur, qu'il déborde sur la gauche. Prenant ainsi l'aile droite d'Hasdrubal à revers, il provoque l'effondrement de la ligne carthaginoise. La victoire romaine est totale. L'armée d'Hasdrubal n'existe plus. Le corps de celui-ci est retrouvé parmi les cadavres. On lui tranche la tête, et Néro, revenant à marche forcée vers le Sud, retrouve son camp en bon état : Hannibal ne s'est rendu compte de rien avant qu'on lui envoie, par-dessus les retranchements de son camp, la tête de son frère fichée au bout d'une pique. Il n'aura pas les renforts attendus. Il est réduit à la défensive la plus terne.

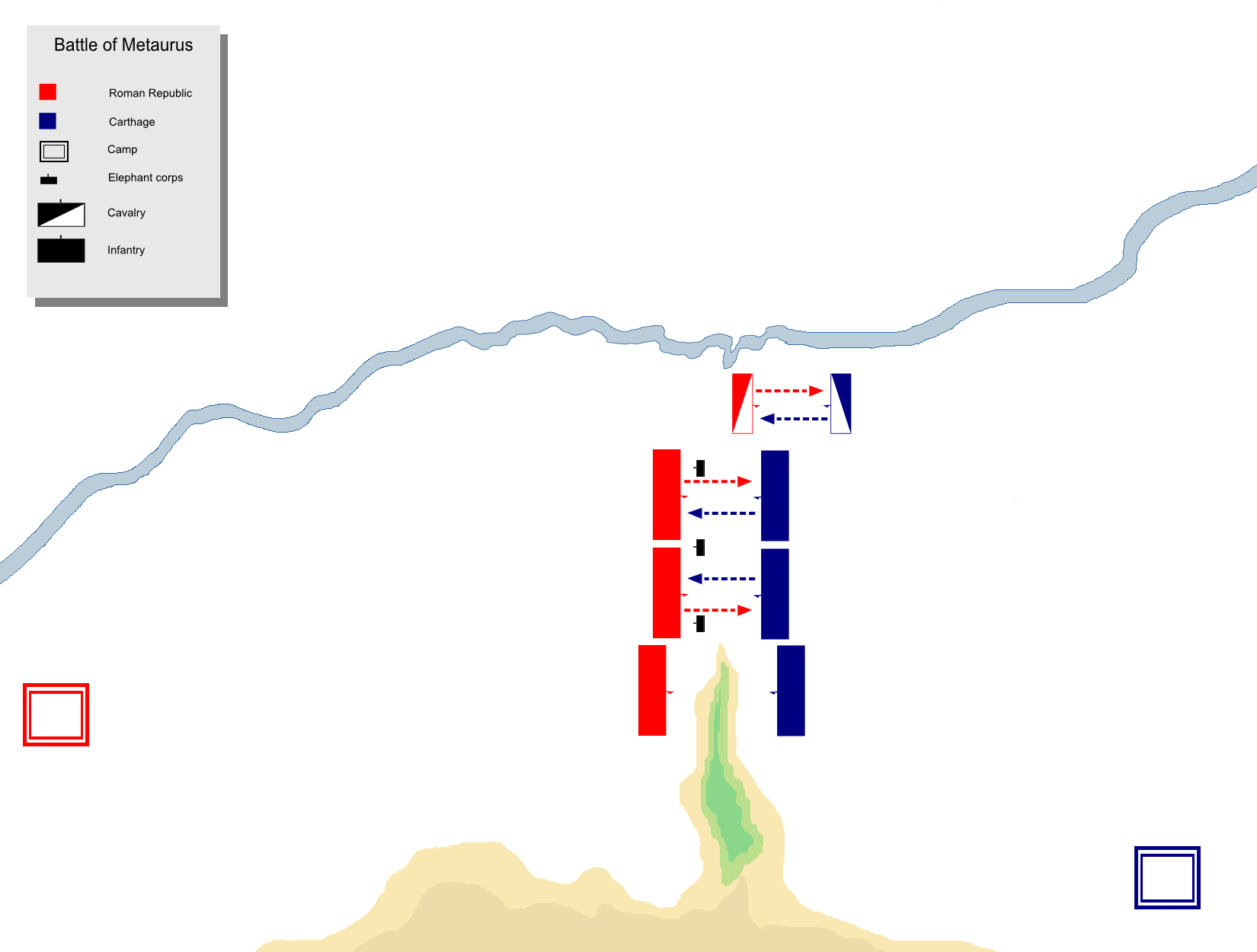
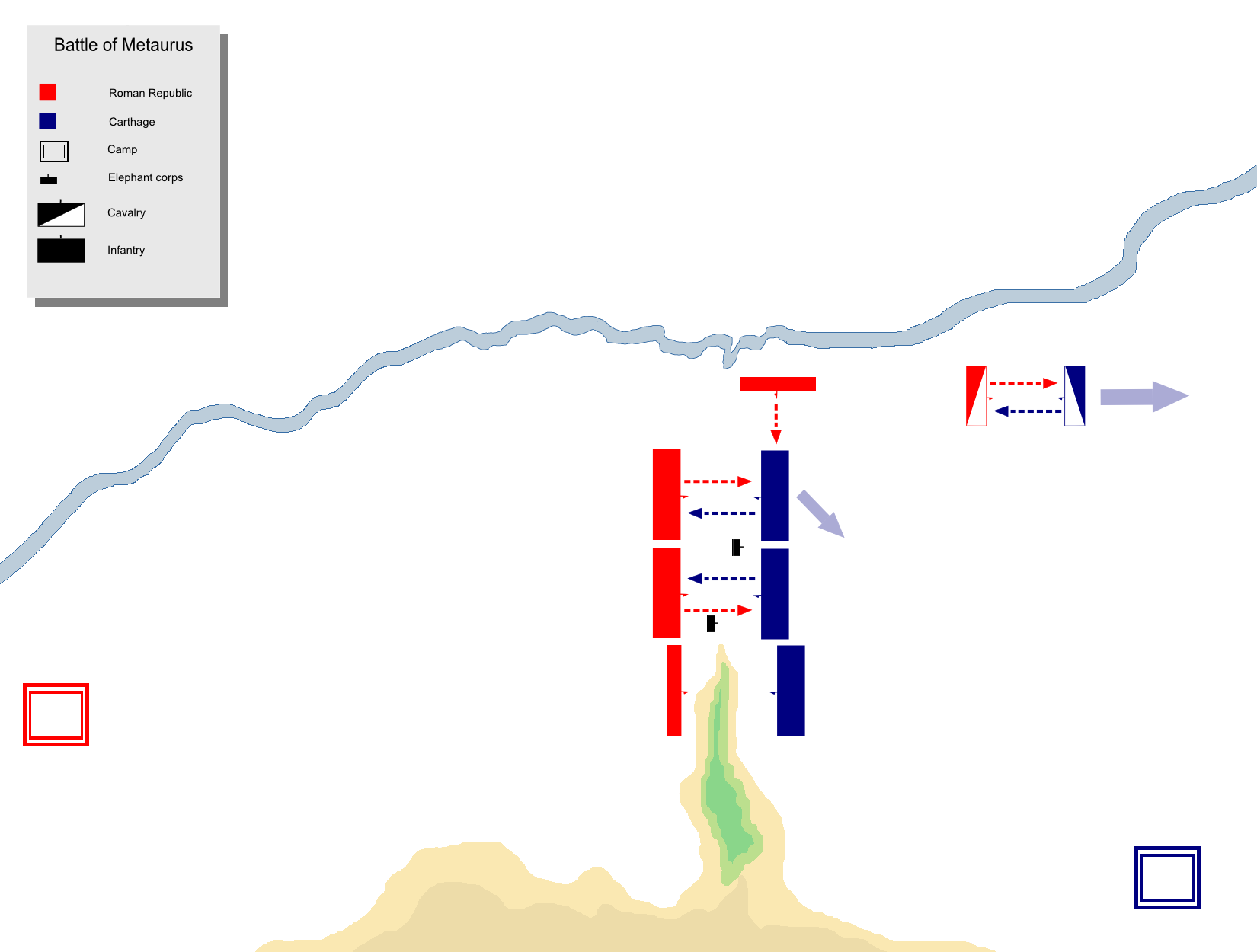
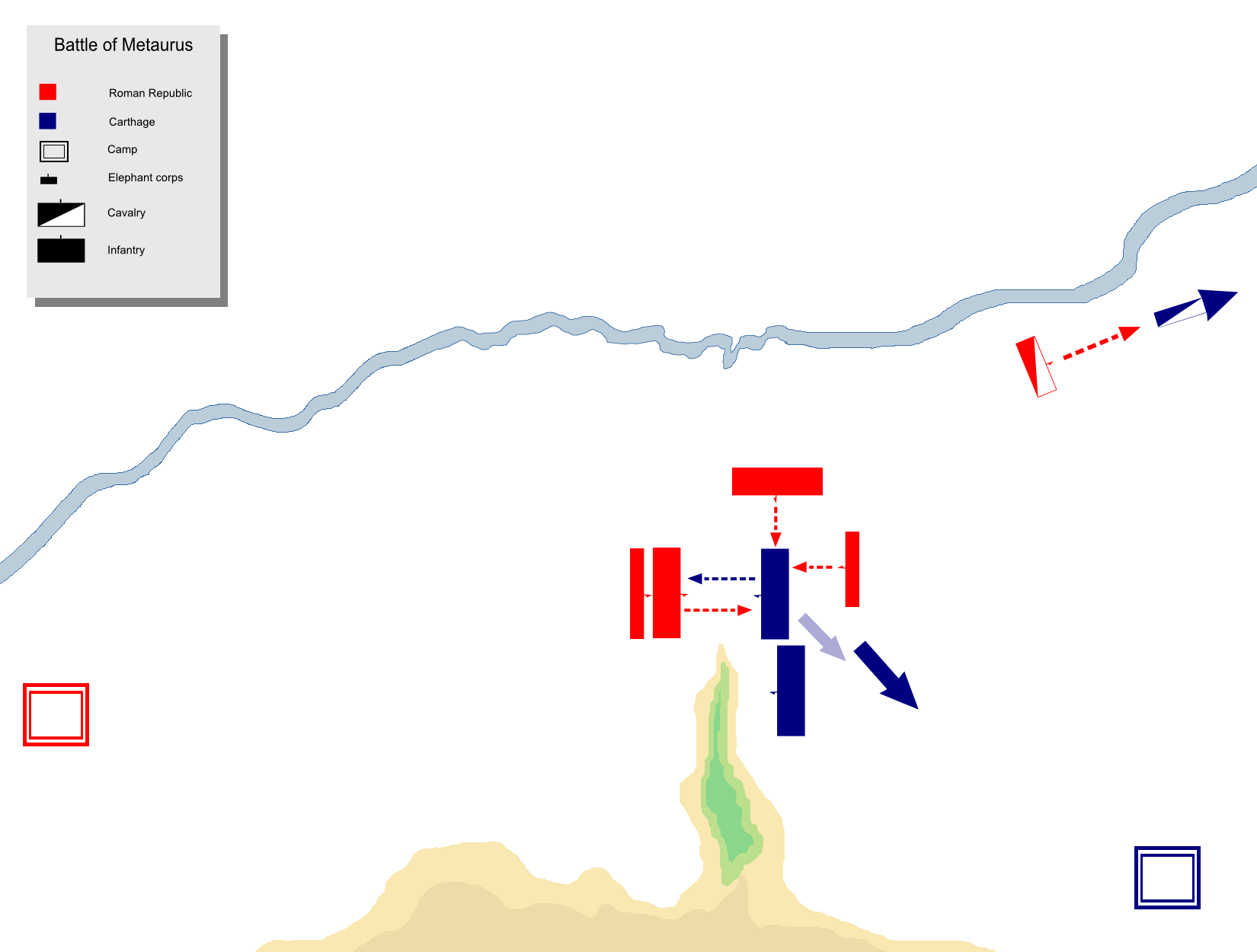
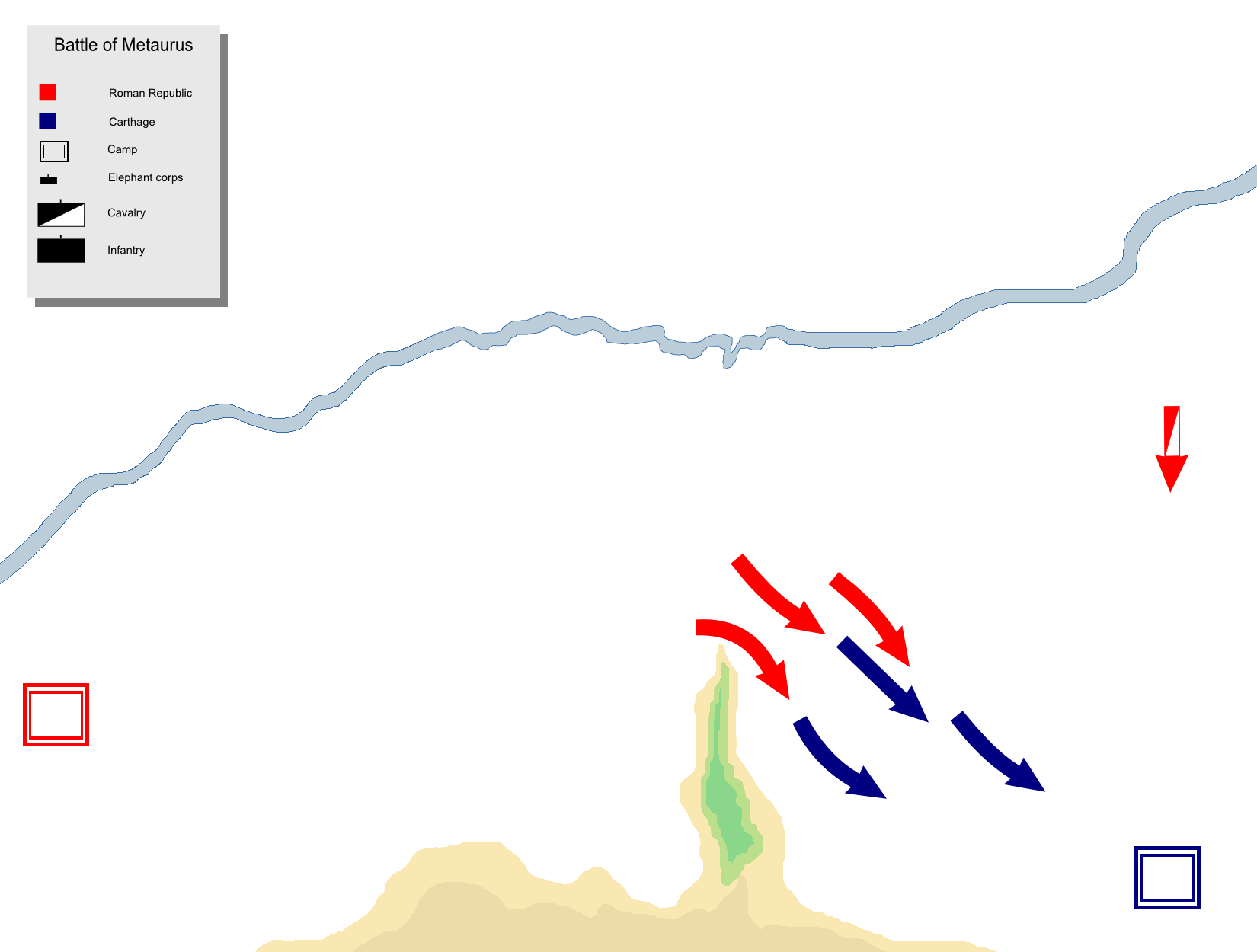

## Conséquences
Tite-Live note qu'à partir de ce moment, on a recommencé, à Rome, à acheter des champs : preuve que les contemporains avaient saisi l'ampleur et la portée de la victoire. On peut se demander pourquoi Salinator n'a pas rendu à Néro le même service qu'il venait de recevoir de ce dernier. La mentalité religieuse des Romains peut expliquer cette occasion manquée : on avait toujours eu le dessous en affrontant Hannibal en bataille rangée sur le sol italien, cela montrait que les dieux ne voulaient pas d'une victoire romaine contre lui. Toujours est-il que seul Salinator et ses légions se virent honorés par le Sénat de la gloire du triomphe, et les deux consuls se vouèrent une haine farouche par la suite.
Pourtant le véritable artisan de la victoire fut incontestablement Néro, avec son sens de l'initiative, son coup d’œil stratégique et tactique, son esprit de décision. Il est vrai que les victoires en Espagne laissaient présager que Rome sortirait victorieuse de la lutte avec Carthage. Après le Métaure, Rome a totalement l'initiative des opérations, elle portera la guerre en Afrique où le Sénat carthaginois va rappeler Hannibal ; n'ayant pas sur son sol des alliés aussi fidèles que ceux de Rome en Italie, Hannibal sera vaincu et devra s'exiler. Le monde occidental ne sera pas punique, mais romain : Néro a changé le cours de l'histoire.
Les rives du Métaure verront une autre bataille de l'Antiquité romaine se dérouler en janvier 271 apr. J.-C., soit près de cinq siècles plus tard. Lors de la bataille de Fanum Fortunae (Fano), l'empereur Aurélien y vainc les Alamans qui avaient envahi le nord de l'Italie.

## Sources
- Tite-Live, Histoire romaine [détail des éditions] [lire en ligne].